# Strada sbarrata
Strada sbarrata (Dead End) è un film del 1937 diretto da William Wyler.
Il film è influenzato dallo spirito del New Deal, ma anche dalla necessità di Samuel Goldwyn di arginare il genere gangster a sfondo sociale imposto dalla casa rivale Warner Bros.
Alla sua uscita ottenne consensi dalla critica proprio per i suoi contenuti; inoltre è stato definito "teatro filmato", per una certa staticità causata dalla ricostruzione di un intero quartiere con le modalità di una rappresentazione teatrale, dato che la MGM si rifiutò di effettuare le riprese all'esterno.

## Trama
La protagonista del film è una strada dell'East Side newyorkese dove si affiancano due modelli di vita americano: uno è quello dei ricchi abitanti dei palazzi "bene", l'altro è costituito dalle misere costruzioni (slum).
È la storia del ritorno a casa di un gangster, che si rivelerà però fallimentare, dato che la madre lo respingerà e la sua vecchia fiamma esercita ormai la prostituzione. Disperato per la sua presenza ormai anonima, decide quindi di realizzare un supercolpo, che però arriverà alle conseguenze più tragiche.

## Distribuzione

### Data di uscita
Le date di uscita internazionali sono state:
- 24 agosto 1937 negli Stati Uniti
- 15 ottobre in Argentina (Callejón sin salida)
- 12 gennaio 1938 in Francia (Rue sans issue)
- 28 febbraio in Svezia (I skyskrapornas skugga)
- 4 aprile in Regno Unito e Portogallo (Ruas de Nova Iorque)
- 1º luglio in Irlanda
- 6 agosto in Australia
- 31 ottobre in Danimarca (Blindgaden)
- giugno 1939 in Giappone (デッド・エンド)
- 15 aprile 1948 in Italia
- 3 dicembre in Unione Sovietica (Тупик)

### Edizione italiana
Il doppiaggio italiano del film fu realizzato dalla O.D.I. senza utilizzare la colonna internazionale, sostituendo la maggior parte delle musiche. Inoltre furono rimosse diverse scene, per un totale di circa 8 minuti.